# Manoel Urbano
Manoel Urbano là một đô thị thuộc bang Acre, Brasil. Đô thị này có diện tích 9387 km², dân số năm 2007 là 6905 người, mật độ 0,74 người/km².